# 日本動畫史
日本動畫的初期發展可追溯至1920年代，當時日本電影工作者把西方最新發展的動畫製作技術帶到日本，並開始試著製作動畫。雖然日本電影工作者已於較早的時期開始製作動畫，不過日本第一套大受歡迎的動畫卻在1963年才出現，漫畫大師手塚治虫創作的漫畫作品《原子小金剛》被改編成動畫版本，於元旦當日在富士電視台播放。在1970年代，日本動畫進一步發展，放棄原本跟隨西方技術的路線，並自行創作日本獨有的科幻動畫。當時著名的作品包括《魯邦三世》和《無敵鐵金剛》，而長壽動畫則有《烏龍派出所》、《多啦A夢》、《麵包超人》、《蠟筆小新》、《名偵探柯南》、《神奇寶貝》、《海賊王》和《火影忍者》。同時，部份電影工作者，例如宮崎駿和押井守亦開始在動畫製作冒出頭來。
1980年代日本動畫從國內開始成為主流電視節目之一，並經歷日本動畫史上第一個黃金時期。當時《GUNDAM》皇朝和高橋留美子的職業生涯卻剛剛開始。而大友克洋的作品《阿基拉》更於1988年冠以最昂貴動畫作品的稱號。
從1990年代開始，日本動畫於國際動畫市場上愈來愈受歡迎。動畫電影《阿基拉》、《獸兵衛忍風帖》和《攻殼機動隊》在1995年開始成為國際有名的動畫電影。日本電視動畫例如《新世紀福音戰士》和《星際牛仔》等亦吸引世界各國，尤其是西方的動畫迷的注視。2002年宮崎駿憑《神隱少女》於柏林電影節中得到金熊獎和在第75屆奧斯卡金像獎中得到「最佳動畫長片」一獎項。而《攻殼機動隊2 INNOCENCE》亦在2004年康城電影展上映。

## 早期發展
在現時已知的動畫作品當中，最早的作品應要追溯至1906年，美國一部名為《滑稽臉的幽默相》（愉快な百面相）的動畫。據信是日本動畫史上最古老的作品則推估制作时间在1907到1911年间的《活動寫真》，該短片全长3秒，描绘一位男孩写下字样，然后取下自己的帽子敬礼。其中的画面是使用制作幻灯片的设备经模板噴畫印出红、黑两色，胶片经固定后循环连续地进行播放。
從1920年代開始，日本電影工作者開始以西方新研發的動畫製作技術試製動畫作品。日本第一套動畫電影短片是由下川凹天創作的《芋川椋三玄关番之卷》，於1917年1月開始播放。當時下川只是一個西方風格的水彩畫家。
1918年，日本開始製作第一套以日本原著《桃太郎》改編的同名短篇動畫電影。從此於1920至1940年代，日本不斷製作多套短篇動畫電影，包括日本第一套有聲動畫《力與世間女子》。動畫電影在第二次世界大戰期間仍保持一定創作，而《桃太郎的海鷲》就是在當時所創造的第一套日本長篇動畫影片。戰後，由於設備及資金不足，動畫創作並沒有持續發展。直至日本動畫有限公司（今東映動畫）的成立，日本動畫產業才得以重新起步。

## 1950、60年代
1956年，東映動畫開始彩色動畫電影的製作，第一部推出市場的日本動畫作品是1958年上映的《白蛇傳》。該片風格類似迪士尼動畫作品，包括使用音樂數字和真實動物協助拍攝。
在1960年代和1970年代之間，東映動畫持續仿效迪士尼的風格，同時開始在角色設計增加特色，一個例子是高畑勲的《太陽王子 霍爾斯的大冒險》。太陽王子的成功被視為原創動畫風格的一大突破，為後來日本動畫「原創化」及「漸進式動畫」運動中打下基礎。宮崎駿和押井守亦有參與後來的日本動畫「原創化」及「漸進式動畫」運動。
「資源限制」是東映風格的動畫對現代動畫的其中一項影響元素。這種資源控制的辦法令到動畫工作者把精神灌注在主要的劇情，而其他的畫面只是粗略帶過。東映動畫師大塚康生是第一位嘗試用此方法製作動畫的工作者，並且在未來推出的電視動畫加以發展。
手塚治虫於1960年代初期成立了蟲製作公司。1963年，該公司的第一套動畫——《原子小金剛》在富士電視台播映，隨即成為日本第一套最受歡迎的動畫。雖然《原子小金剛》為日本第一套最受歡迎的電視動畫，但文獻記載當時的電視台播放的第一套動畫為1962年的《漫畫年表》。不過，世界各國，連日本在內都公認《原子小金剛》為日本第一套電視動畫，因為《原子小金剛》是第一套動畫以主角原子小金剛為中心故事的動畫。《原子小金剛》成功吸引世界各國的注意，連美國的電視台都在1964年把《原子小金剛》引進美國，並改編成美國版的《原子小金剛》。《原子小金剛》的成功，令到日本的動畫得以發展，並在1960年代製作很多作品，如橫山光輝的《鐵人28》、手塚治虫的《小白獅》和吉田龍夫的《飛車小英雄》。
1960年代未至1970年代初，日本動畫開始向不同故事題材發展，手塚治虫開始製作為成人而設的動畫電影，包括大量性感刺激和藝術題材的動畫。其中三套試製的動畫為：《一千零一夜》、《埃及妖后》和《悲傷的貝拉朵娜》。《悲傷的貝拉朵娜》為當時最成功的電影，並為1997年製作的《少女革命》帶來靈感。第一部原創成人電視動畫《魯邦三世》亦同時在1971年推出。

## 1970年代
1970年代，日本電影市場因與電視市場的競爭而衰落。東映開始擺脫以迪士尼式的動畫製作並開始以製作電視動畫為主。另外，由於蟲製動畫公司的破產，而使相关動畫业者自谋生路，成立了如Madhouse和日昇動畫（Sunrise）等动画工作室。因為以上原因，令到更多年青的動畫師都希望可以做到監督而努力工作。此舉亦令到更多動畫種類試製並帶到動畫市場上。
其中一個在1974年上映的試製作品是高畑勲的《阿爾卑斯山的少女》。此作品原本只是一套硬銷作品，因為原本是一套簡單真實故事改編而成的兒童故事，當時很多電視台都以兒童都喜歡大量虛擬元素為主的動畫為理由而認為此電視動畫不會成為一套出色的作品。不過，《阿爾卑斯山的少女》最終都成為世界知名的動畫之一，尤其是在歐洲國家。在日本，因為《阿爾卑斯山的少女》的成功從而令高畑勲和宮崎駿開始製作一連串童謠動畫，後來統稱為《世界名作劇場》。雖然高畑勲和宮崎駿在1970年代晚期退出《世界名作劇場》的工作，但是《世界名作劇場》的受歡迎程度仍能維持至1990年代中期。
另外一類動畫種類——科幻動畫亦是在1970年代開始。早期的作品包括1972年的《蓋特機器人》、1972年的《科學小飛俠》、1974年的《宇宙戰艦大和號》和1979年的《機動戰士GUNDAM》。這些動畫從更多的超級英雄故事中反映出當時的科幻動畫的進展，以虛幻的背景來增加更多較為真實性的太空故事，包括錯綜複雜的人物關係和難以判斷對與錯的道德倫理問題。其中一個著名的例子是《機動戰士GUNDAM》的登場角色夏亞·阿茲納布爾，他從原本在《機動戰士GUNDAM》作為對抗者，轉為後來的GUNDAM系列（例如《機動戰士Z GUNDAM》和《機動戰士GUNDAM ZZ》）的己方組織幽谷一員。而在劇場版《逆襲的夏亞》中，又再次为了个人价值观而脱离组织变成对抗者。

## 1980年代
70年代末期，由於美國的《星際大戰》的成功經歷，使更多以宇宙背景為主的動畫在1970年代晚期出現。松本零士於1974年製成的電視動畫作品《宇宙戰艦大和號》就是從這個背景中重新編製成電影動畫，或稱為劇場版動畫。該片的成功帶動80年代的需求大漲，電影動畫、與專供家用錄影機觀映的OVA產量均大幅增加。媒體將這些現象稱呼為「第二波動畫狂熱」。
正值此時，在日本動漫界發生兩件大事：日本的次文化擁護者（後來簡稱作御宅族）開始製作動畫雜誌（例子有Animage和Newtype）。這些雜誌的出現是要回應在1970年代所無法抵禦的動漫畫狂熱熱潮。
另外，動畫製作流程也在此時取得了較大改變。由《宇宙戰艦大和號》的監製西崎義展和動畫師金田伊功發展的技術透視法和容許主線原畫師把他們的風格放在西崎監製的動畫作品上就是其中一些節省資源的辦法。在眾多的原創作品當中，此發展元素為日本獨有的個人動畫（尤其是用於動畫廣告上）風格打下良好的基礎。再者，西崎的動畫亦為宮崎駿和他發明的廣角鏡拍攝手法帶來靈感。
而科幻動畫亦在日本境外有著深厚的影響。在美國，《星球大戰》的受歡迎的程度和當時傳入日本的動畫節目帶著相同但較小的影響。其中，《科學小飛俠》就曾於1978年被改編成為《地球之戰》及於1986年改編為《重力戰隊》；《宇宙戰艦大和號》亦於1979年改編成《星光使者》；而最為熟悉的，1985年的《太空堡壘》則是從三套日本科幻動畫中創作出來：《超時空要塞》、《超时空骑团》和《機甲創世紀》。而美國的御宅族則從此一班熱愛這類型的動畫的朋友而形成。

## 1990年代至今
在1995年，庵野秀明编写并指导了一部非常有争议的动画，《新世纪福音战士》。这部动画在日本动画爱好者中变得非常流行，并且通过大众媒体的注意而被公众所知。一般认为，庵野秀明原本只是想把这部作品设计成为面向终极御宅族的，并用来拯救滑落中的动画产业；但是就在制作过程中，他最终把它做成了一部在文化上备受严厉批评但也相当成功的动画。电影《新世紀福音戰士劇場版：Air/真心為你》（1997年） 票房超过了1,000万美元 。 《福音戰士新劇場版：序》(2007)票房約20億日元。《福音戰士新劇場版：破》(2009)票房約40億日元。《福音戰士新劇場版：Q》(2012)票房約52.6億日元。
在《新世纪福音战士》的电视版动画中，许多场景饱含争议，以至东京电视台被迫在动画中的暴力和色情的敏感度上采取了更加严厉的标准。这导致了《星际牛仔》（1998年）第一次播放时，显得已经被重度修改并且只有一半的集数被放映。这个敏感度目前已经放松了一些，但是《新世纪福音战士》在整体上对电视动画产业有着很大的影响。
另外，由《新世纪福音战士》开始了一系列叫做“后新世纪福音战士”的节目。这些节目中的大多数是有关巨大的机器人和一类有着宗教信仰或不易相处的驾驶员的节目。这些节目包括《翼神传说》、《灵魂力量》和《饿沙罗鬼》。这些节目中的另一个系列是深夜档具有实验性质的电视节目。由《玲音》（serial Experiments Lain，1998年）开始深夜档日本电视成为了具有实验性质的动画和另外一些类似的节目（比如2000年的《幻影死神》、2003年的《机魂末世录》和2004年的《妄想代理人》）的场所。
一种由村上隆开创的，整合了日本的流行文化和后现代化艺术的，叫做Superflat的艺术行为大约在这个时期形成。村上隆坚持认为这种行为是在战后通过御宅族亚文化的眼睛所分析得到的。他的渴望亦是去摆脱“高端”和“低端”的艺术并建立一种扁平的、连续的从此开始的术语“superflat”。他的艺术展览非常流行并且对于某些动画创作者（特别是Studio 4°C的那些）来说有着很大的影响。

## 外部連結
- （日語）1963-2012 日本電視動畫50年史 情報總整理 （页面存档备份，存于），2013年3月26日最後查閱。
- （繁體中文）1963-2012 日本電視動畫50年史 情報總整理 （页面存档备份，存于），完整中文翻譯。